# Classe préparatoire aux grandes écoles
In Francia, le classes préparatoires aux grandes écoles (CPGE) sono dei corsi di insegnamento generalmente tenuti nei licei. Sono comunemente denominati classes prépas o semplicemente prépas e sono per la maggior parte pubblici. Gli studenti possono accedervi, dopo il liceo, se ammessi in base al loro percorso e rendimento scolastico e alle raccomandazioni e commenti degli insegnanti dell'ultimo anno di liceo.
Le prépas preparano in 2 anni (o in certi casi 3) gli studenti ai concorsi di ammissione delle Grandes écoles, cioè gli istituti di livello superiore caratterizzati da un'alta qualità di insegnamento, ma anche da una selezione all'ingresso (per esempio: ENA (7% di ammessi sul concorso), écoles normales supérieures (~2,5 % di ammessi), école polytechnique (~7,5 % di ammessi)).
Nell'anno scolastico 2006-2007 gli studenti ammessi alle classes préparatoires sono stati 74.790.

## Le CPGE ai giorni nostri
I concorsi di ammissione sono molto cambiati, se non altro perché il numero di "scuole di ingegneri" è considerevolmente aumentato: nel 2006, si contavano più di 180 écoles a carattere scientifico.
I concorsi di ammissione alle écoles più prestigiose continuano a essere estremamente selettivi; tuttavia, poiché uno studente può sostenere più concorsi di ammissione a varie écoles, relativamente pochi studenti non riescono a essere ammessi almeno in una école: ad esempio nel 2006, 18552 candidati su 23282 hanno ottenuto l'ammissione a una scuola, dopo i concorsi. Solo 13906 hanno accettato, mentre gli altri hanno preferito, per la maggior parte, proseguire con un anno supplementare di classe prépa per tentare l'ammissione a una école a loro più congeniale, e 1433 posti sono rimasti non aggiudicati.
Il sistema delle grandes écoles e delle CPGE è stato esportato anche in Cina, con la Scuola centrale di Pechino.

## I varicursuspossibili

### Cursuseconomico e commerciale
La CPGE economica e commerciale, chiamata prépa HEC o épice (spezia) in gergo scolastico, prepara ai concorsi delle Scuole superiori di management, di commercio e di gestione. Si differenzia in percorso scientifico (prima chiamato "percorso generale"), percorso economico e percorso tecnologico. Non esiste una preparazione specifica per gli studenti dei licei letterari, ma essi possono comunque accedere ai concorsi delle Scuole attraverso esami specifici che devono sostenere all'interno dei loro licei.
Ecco alcune necessarie precisazioni a proposito dei tre principali indirizzi possibili in prépa economica: 
- l'indirizzo scientifico, preponderante, destinato agli allievi aventi un baccalaureato scientifico;
- l'indirizzo economico, destinato agli allievi aventi un baccalaureato economico;
- l'indirizzo tecnologico, destinato agli allievi aventi un baccalaureato STT;
- un quarto indirizzo, meno conosciuto, che è una prépa all'ENS Cachan, sezione D1 (diritto) o D2 (economia).

Nell'indirizzo scientifico delle CPGE economiche, le materie insegnate e, poi, presentate alle prove scritte dei concorsi sono la matematica, la storia-geografia, la geopolitica del mondo contemporaneo, la cultura generale (attraverso la filosofia e il francese), le lingue straniere (almeno due, di cui una è obbligatoriamente l'inglese) e il riassunto di testi. L'economia è soltanto opzionale, e si può scegliere di non essere sottoposti a un esame su questa materia ai concorsi.
Nell'indirizzo economico, le materie sono le stesse a eccezione della storia-geografia e della geopolitica, che vengono sostituite dall'analisi economica e storica delle società contemporanee (AEHSC).
Nell'indirizzo tecnologico, gli esami di storia-geografia e di geopolitica sono sostituiti da un esame di economia e da uno di gestione e diritto.
All'orale, tutte le scuole sottopongono i candidati a due esami linguistici e a una discussione (ad eccezione di HEC Paris su quest'ultimo punto). Per entrare all'ESCP Business School bisogna anche superare un esame orale di matematica (o di analisi per l'indirizzo economico). A questo, HEC aggiunge un esame di cultura generale, uno di storia e un face à face (fra i candidati) per verificare l'attitudine a dirigere.

### Cursusletterario
Il cursus letterario prepara alle écoles normales supérieures (scuole normali superiori), alle école supérieure de commerce e di gestione, agli institut d'études politiques, e all'école nationale des chartes, tra le altre. Il primo anno è denominato "lettere superiori" (hypokhâgne nel gergo scolastico); il secondo è, invece, denominato "prima superiore" (khâgne nel gergo scolastico).

### Cursusscientifico
Il cursus scientifico è chiamato "taupe" (talpa), in gergo scolastico, per i matematici, i fisici e i chimici (poiché, similmente all'animale, gli studenti, detti "taupins" (talpini), non dovrebbero vedere spesso la luce del giorno; un'altra spiegazione è che la talpa prepara anche alla prestigiosa scuola Mines ParisTech e alla Agro-Paritech per i biologi.
La CPGE scientifica prepara alle scuole di ingegneria, alle écoles normales supérieures e alle école nationale vétérinaire.
Gli indirizzi possibili, seguendo questo cursus, sono numerosi, sia il primo sia il secondo anno. Ecco i principali:

#### Primo anno
- MPSI: matematica, fisica e ingegneria. Materie principali: matematica e fisica.
- PCSI: fisica, chimica e ingegneria. Materie principali: come per l'indirizzo MPSI, ma con un po' meno di matematica e un po' più di chimica e di ingegneria.
- PTSI: fisica, tecnologia e ingegneria. Le tre discipline, a cui si aggiunge una forte dose di matematica, si spartiscono la totalità delle ore di lezione di questo indirizzo.
- TSI: tecnologia e scienze industriali. Accessibile dopo un baccalaureato tecnologico STI o STL.
- BCPST: biologia, chimica, fisica e scienze della Terra.

#### Secondo anno
- MP (Mathématiques Physique): matematica e fisica sono preponderanti (un po' meno di chimica che in PC)
- PC (Physique, Chimie): fisica e chimica sono preponderanti (un po' meno di matematica che in MP), ma anche dei TP (Travaux pratiques, lavori pratici) più lunghi che negli altri indirizzi: 4 ore alla settimana di TP di fisica o chimica.
- PSI (Physique sciences de l'ingénieur): fisica e ingegneria sono preponderanti (un po' meno di matematica che in MP, circa come in PC)
- PT (Physique et Technologie): l'ingegneria domina largamente.
- BCPST: secondo anno.
- TSI (Technologie et sciences industrielles): secondo anno.
- ATS (Classe préparatoire ATS): adattamento technicien supérieur (1 anno dopo un BTS o un DUT)

## Classifica delleclasses préparatoires
Non esiste alcuna classifica ufficiale delle classes préparatoires in base agli allievi ammessi. Però, alcune riviste del settore scolastico (come, per esempio, il mensile L'Étudiant) stilano, ogni anno, una classifica. Anche se spesso criticate, queste classifiche sono determinanti nella scelta della prépa: infatti, è così possibile avere un'idea di quale sia la probabilità di superare il concorso della grande école voluta.
Ecco le classifiche stilate dal mensile L'Express:
- le migliori prépas per integrare HEC Paris
- le migliori prépas per integrare l'École polytechnique
- le migliori prépas letterarie, su lexpress.fr (archiviato dall'url originale il 16 febbraio 2007).

## Preparazione ai concorsi dellegrandes écoles
Qualunque sia la specializzazione, questi corsi preparatori, come indica il loro nome, preparano gli studenti al superamento dei concorsi di ammissione delle grandes écoles di commercio, di ingegneria, delle écoles normales supérieures, le scuole militari, e così via.
Agli allievi è quindi richiesto uno studio intensivo (il soprannome dato ai corsi preparatori scientifici è indicativo) e piuttosto teorico, soprattutto nel percorso scientifico, paragonato ad altri percorsi scientifici non prépa. Oltre alle esercitazioni in classe (travaux dirigés, TD) e i compiti a casa (devoir à la maison, DM), gli allievi si preparano alla parte scritta dei concorsi eseguendo numerosi temi d'esame in classe (devoirs surveillés, DS) che in genere sono, a seconda anche dell'annata e del livello del corso, simulazioni di veri concorsi, interi o no (per esempio, possono essere degli esercizi presi da concorsi degli anni precedenti).
Gli allievi si preparano anche alle parti orali dei concorsi, grazie a interrogazioni orali ("colle", colles o khôlles in gergo scolastico) in cui gli esaminatori sono detti "incollatori", e possono essere scelti fra i professori dei corsi preparatori, dei corsi della scuola secondaria dell'istituto in cui i corsi preparatori sono tenuti o di un istituto vicino, tra gli ex studenti dell'istituto che sono entrati in una école, o ancora tra laureati delle università o studenti universitari.

## Gli sbocchi nellegrandes écoles

### Dopo una CPGE economica e commerciale
Fra le scuole più reputate alle quali accedono gli allievi delle prépas economiche, possiamo citare (in ordine alfabetico): 
- Audencia (Nantes)
- le « Ecricome »: NEOMA Business School (Neoma BS), Kedge Business School (Kedge BS), Toulouse Business School (TBS), Institut commercial de Nancy (ICN)
- EDHEC (Lilla)
- Emlyon Business School (Lione)
- ESCP Business School
- ESSEC
- Grenoble École de management
- HEC Paris
- SKEMA Business School
- École normale supérieure de Cachan (ENS Cachan) (anche se non è una vera e propria business school)
- Istituti di studi politici
- Montpellier Business School
- INT Management (Évry)
- IECS-École de management di Strasburgo

### Dopo una CPGE letteraria
Fra le scuole più reputate alle quali accedono gli allievi delle prépas letterarie, possiamo citare (in ordine alfabetico): 
- Grandes écoles
  - École normale supérieure de Lyon a Lione (ex-Fontenay-St-Cloud) e ENS Ulm (rue d'Ulm a Parigi): storia, geografia, filosofia, lettere classiche o moderne, lingue e musica.
  - Scuole di commercio (HEC, ESSEC, etc.) che aprono seppur difficilmente le loro porte ai khâgneux.
  - Scuola militare ufficiali di Saint-Cyr, concorso di letteratura. Ci si può preparare a questo concorso nelle prépas dei lycées della difesa (nel gergo le corniches), come a Aix-en-Provence.
  - École nationale des chartes, per diventare archivista-paleografo.
  - Scuole di giornalismo (IFJ, etc.)
  - Istituti di studi politici (IEP, detti « Sciences-Po »).
  - Due scuole d'ingegneria: l'ENSAE e l'ENSAI per le prépas letterarie a indirizzo economico, dette « B/L »
  - Certe CPGE letterarie preparano anche al concorso dell'ENS Cachan
- Università: gli allievi delle prépas letterarie sono solitamente iscritti parallelamente all'università. Ciò consiste in un'alternativa in caso di abbandono della prépa, e permette loro di ottenere un'equivalenza di diploma; possono così, se lo desiderano, ricongiungersi al terzo anno universitario. Sovente vi sono delle convenzioni fra prépas e università. La scelta dell'indirizzo all'università è spesso la conseguenza di quello per cui si è optato in khâgne (storia-geografia, lettere, lingue, filosofia, etc.).

La maggior parte degli alunni delle CPGE letterarie raggiunge l'università dato che i posti nelle grandes écoles sono molto rari e molto ambiti.

### Dopo una CPGE scientifica
Le prépas scientifiche preparano in due anni (talvolta anche tre) ai concorsi di ammissione delle grandes écoles scientifiche. Ogni scuola ha facoltà di scegliere in che modo organizzare il proprio concorso.
Tuttavia, la maggior parte delle grandes écoles selezionano mediante una banque de notes: il concorso è il medesimo per i candidati le cui scuole che si sono accordate fra loro. Ma ogni scuola applica il proprio coefficiente per ogni prova d'esame. Così facendo, i candidati non sono costretti a fare decine di esami.
Nel 2006, 18.553 candidati hanno superato il concorso di almeno una grande école scientifica.
- Per gli indirizzi classici MP, PC, e PSI, i possibili concorsi per entrare nelle grandes écoles sono:
  - il concorso delle écoles normales supérieures (ENS). Permette di accedere alle 3 ENS (ENS Ulm, ENS Lyon ed ENS Cachan). Questo concorso è gemellato con il concorso dell'École polytechnique dell'indirizzo PSI.
  - il concorso dell'École polytechnique permette di accedere alla prestigiosa scuola omonima. È gemellato con il concorso dell'ESPCI dell'indirizzo PC.
  - il concorso comune Mines-Ponts.
  - il concorso comune Centrale-Supélec.
  - i concorsi comuni polytechniques (CCP).
  - i concorsi ENSAM-ESTP-EUCLIDE-ARCHIMEDE
  - le scuole militari:
    - École spéciale militaire de Saint-Cyr
    - Scuola navale
    - École de l'Air
    - EOGN (École des officiers de la gendarmerie nationale)
    - École nationale supérieure des ingénieurs des études et techniques d'armement (ENSIETA)
- Per l'indirizzo PT
  - la Banque PT
- Per l'indirizzo TSI
  - i concorsi comuni polytechniques (ENS Cachan, Ensi, Ismea, ...)
  - il concorso comune Centrale-Supélec (Ecoles Centrales, Supélec, Ensam, ...)
- Per l'indirizzo ATS
  - il concorso ATS riservato esclusivamente agli alunni di questo indirizzo
  - la Banque d'épreuves DUT-BTS: concorso accessibile agli alunni del secondo anno di BTS o DUT o detentori di uno di questi due diplomi.
- Per l'indirizzo BCPST:
  - i concorsi agronomici e veterinari
  - la Banque d'épreuves Géologie Eau et Environnement

## Cicli preparatori integrati
Certe grandes écoles (d'ingegneria, ma anche commerciali) propongono un sistema di "cicli preparatori integrati" (spesso chiamati "classes préparatoires intégrées" per abuso di linguaggio), cioè un'ammissione dopo il baccalaureato per seguire un cursus di 5 anni. Si noti che, sovente, questo tipo di grandes écoles ammette anche gli studenti provenienti dalle prépas classiche.
Possiamo citare a titolo di esempi:
- Scuole d'ingegneri
  - la fédération Gay-Lussac (FGL)
  - l'Institut national des sciences appliquées (INSA)
- Scuole di commercio
  - l'École des praticiens du commerce international (EPSCI)